# 長谷川伸一 (実業家)
長谷川 伸一（はせがわ しんいち、1947年 - ）は、大阪府出身の日本の土木技術者・経営者、パシフィックコンサルタンツ会長。一般社団法人建設コンサルタンツ協会（JCCA）会長。土木学会フェロー。旭日小綬章受章者。

## 経歴
大阪工業大学土木工学科（現在の都市デザイン工学科）卒業。1966年パシフィックコンサルタンツ入社。2000年同社取締役九州本社長。2004年常務取締役大阪本社長。2006年専務取締役事業管掌。2008年代表取締役社長。2014年代表取締役会長就任。2015年6月建設コンサルタンツ協会会長就任。また、日本道路協会理事、海外環境協力センター理事、日本プロジェクト産業協議会理事、土木研究センター理事、建設業適正取引推進機構理事なども歴任。2020年春の叙勲で旭日小綬章を受章。
専門分野は道路・構造。主なプロジェクト実績として「高松・広島空港進入灯橋梁設計業務」「大阪湾岸道路六甲-PI間横断形式検討業務」「北港ジャンクション鋼4層立体ラーメン橋脚構造検討業務」等がある。